# نامي مون
نامي مون (بالإنجليزية: Nami Mun)‏ (1968)؛ روائية أمريكية. درست في جامعة ميشيغان.